# 赖丹
赖丹，前2世纪末、前1世纪初（西汉汉武帝、汉昭帝时）西域扞罙（杅弥，今新疆于田县克里雅河东古拘弥城）国太子。
赖丹曾到龟兹（今新疆库车县）为质。汉朝贰师将军李广利西征大宛，以西域诸国都臣属于汉朝。龟兹接受人质不妥，于是斥责龟兹，将赖丹带入京师长安。后来汉昭帝封为校尉，率军屯田轮台（今新疆轮台县），佩汉印绶。轮台与渠犁（今新疆库尔勒市南）之地相连。龟兹贵人姑翼对龟兹王说：赖丹本臣属龟兹，现在来屯田，必为国家之害。于是杀赖丹，并上书向汉朝谢罪，汉未能征。汉宣帝时，常惠出兵龟兹，龟兹把姑翼交给常惠，常惠杀死姑翼为赖丹报仇。